# Kvinna utan ansikte
Kvinna utan ansikte är en svensk dramafilm från 1947, regisserad av Gustaf Molander, med manus av Ingmar Bergman och Molander. I huvudrollerna ses Alf Kjellin, Gunn Wållgren och Stig Olin.

## Om filmen
Kvinna utan ansikte hade premiär på Röda Kvarn vid Biblioteksgatan i Stockholm den 16 september 1947. 
Kvinna utan ansikte har sänts i SVT, bland annat 1982, 1994, 2000, i oktober 2020, i november 2022 och i mars 2025.

## Rollista
- Alf Kjellin – Martin Grandé
- Anita Björk – Frida Grandé
- Gunn Wållgren – Rut Köhler
- Stig Olin – Ragnar Ekberg
- Olof Winnerstrand – direktör Grandé
- Linnéa Hillberg – fru Grandé
- Marianne Löfgren – Charlotte Köhler
- Åke Grönberg – Sam Svensson
- Georg Funkquist – Victor
- Sif Ruud – Magda Svensson
- Carl Reinholdz – sotare Johansson
- Wiktor Andersson – nattvakt
- Ernst Brunman – taxichaufför
- Carl-Axel Elfving – brevbärare
- David Erikson – receptionist
- Karl Erik Flens – sotare
- Torsten Hillberg – kommissarie
- Arne Lindblad – hotellägare
- Ella Lindblom – Marie
- Björn Montin – Pil
- Artur Rolén – Flotten
- Lasse Sarri – piccolo
- Carin Swensson – Magdas vän
- Georg Fernquist – kypare